# Acta Veterinaria Brno
Acta Veterinaria Brno (Acta Vet Brno) je  vědecký časopis vydávaný Veterinární a farmaceutickou univerzitou Brno. Publikované články jsou volně přístupné v archivu časopisu v rámci Open Access licence, vychází i papírový výtisk. Publikace je zpoplatněna částkou 320 euro resp. 8000 korun. Zaměření časopisu je široké, publikuje výsledky původního výzkumu i přehledové články ve všech oblastech veterinárních a biomedicínských věd.
Za rok 2012 má časopis impakt faktor 0,393, čímž je na 103. pozici z celkem 143 časopisů v kategorii veterinární vědy. Publikace v tomto časopise je podle stávající metodiky hodnocení vědecké práce hodnocena 16 body.
Za r. 2014 byl impakt faktor časopisu 0,469.